# Freaky Friday (chanson de Lil Dicky)
Pour les articles homonymes, voir Freaky Friday (homonymie).
Singles par Lil Dicky
Sit Down
(2018) Earth
(2018)
Singles par Chris Brown
Love You Better
(2018) Date Night (Same Time)
(2018)
Freaky Friday est une chanson du rappeur américain Lil Dicky avec un featuring du chanteur américain Chris Brown sortie en single le 15 mars 2018. Elle est produite par Benny Blanco, DJ Mustard, Cashmere Cat.
Elle se classe en tête des ventes au Royaume-Uni et en Nouvelle-Zélande. Aux États-Unis elle arrive numéro un dans le classement R&B Songs (en) établi par le magazine Billboard.

## Composition
Cette chanson est de genre pop-rap et comedy hip hop.

## Classements
| Classements (2018)                     | Meilleure position |
| -------------------------------------- | ------------------ |
| Allemagne (Media Control AG)           | 21                 |
| Australie (ARIA)                       | 4                  |
| Autriche (Ö3 Austria Top 40)           | 20                 |
| Belgique (Flandre Ultratop 50 Singles) | 46                 |
| Belgique (Wallonie Ultratip 50)        | 2                  |
| Canada (Hot 100)                       | 10                 |
| Danemark (Tracklisten)                 | 9                  |
| Écosse (OCC)                           | 4                  |
| États-Unis (Hot 100)                   | 8                  |
| États-Unis (R&B/Hip-Hop Songs)         | 5                  |
| États-Unis (Hot R&B Songs)             | 1                  |
| États-Unis (Rhythmic)                  | 9                  |
| France (SNEP)                          | 196                |
| Grèce (IFPI Greece)                    | 16                 |
| Hongrie (Rádiós Top 40)                | 24                 |
| Irlande (IRMA)                         | 3                  |
| Norvège (VG-lista)                     | 22                 |
| Nouvelle-Zélande (RMNZ)                | 1                  |
| Pays-Bas (Single Top 100)              | 28                 |
| Portugal (AFP)                         | 28                 |
| Royaume-Uni (UK Singles Chart)         | 1                  |
| Suède (Sverigetopplistan)              | 21                 |
| Suisse (Schweizer Hitparade)           | 33                 |

| Classements (2018)                    | Meilleure position |
| ------------------------------------- | ------------------ |
| Australie (ARIA)                      | 57                 |
| Canada (Canadian Hot 100)             | 59                 |
| Danemark (Tracklisten)                | 48                 |
| États-Unis (Billboard Hot 100)        | 55                 |
| États-Unis (Hot R&B/Hip-Hop Songs)    | 29                 |
| États-Unis (Rhythmic)                 | 47                 |
| Irlande (IRMA)                        | 38                 |
| Nouvelle-Zélande (Recorded Music NZ)  | 28                 |
| Royaume-Uni (Official Charts Company) | 14                 |

## Certifications
| Pays                    | Certification | Ventes    |
| ----------------------- | ------------- | --------- |
| Australie (ARIA)        | 2 × Platine   | 140,000   |
| Danemark (IFPI Denmark) | Platine       | 90,000    |
| États-Unis (RIAA)       | 3 × Platine   | 3,000,000 |
| Irlande (IRMA)          | 2 × Platine   | 30,000    |
| Nouvelle-Zélande (RMNZ) | 2 × Platine   | 60,000    |
| Royaume-Uni (BPI)       | Platine       | 600,000   |